# Các phiên bản của Windows 8
Windows 8 có bốn phiên bản, với các tính năng khác nhau. Các phiên bản từng có tính năng đa dạng được gọi là Core, Pro, Enterprise và RT. Có những phiên bản của những tính năng được sửa đổi vì lý do pháp lý hoặc tiếp thị.

## Các phiên bản
Windows 8
Windows 8 (đôi khi còn được gọi là Windows 8 (Core) để phân biệt với chính HĐH) là phiên bản cơ bản của Windows cho kiến trúc IA-32 và x64. Phiên bản này chứa các tính năng nhắm vào phân khúc thị trường gia đình và cung cấp tất cả các tính năng cơ bản mới của Windows 8.
Windows 8 Pro
Windows 8 Pro được so sánh với Windows 7 Professional và Ultimate  và được nhắm tới những người ham mê máy tính và người dùng doanh nghiệp; nó bao gồm tất cả các tính năng của Windows 8. Các tính năng tuỳ chọn bao gồm kết nối Remote Desktop, khả năng tham gia một tên miền Windows Server, Mã hoá Tập tin Hệ thống, Hyper-V, và khả năng khởi động từ ổ cứng ảo, Group Policy cũng như BitLocker và BitLocker To Go. Chức năng Windows Media Center chỉ khả dụng cho Windows 8 Pro dưới dạng một gói ứng dụng riêng
Windows 8 Enterprise
Windows 8 Enterprise cung cấp tất cả các tính năng trong Windows 8 Pro (ngoại trừ khả năng cài đặt Windows Media Center add-on), với các tính năng bổ sung để hỗ trợ các tổ chức IT (xem bảng dưới đây). Phiên bản này có sẵn cho các khách hàng Software Assurance, cũng như những người đăng ký trên MSDN và Technet Professional, và được phát hành vào ngày 16 Tháng 8 năm 2012.
Windows RT
Windows RT chỉ được cài đặt sẵn trên các thiết bị ARM như các máy tính bảng. Nó bao gồm phiên bản Office 2013 tối ưu hoá cho cảm ứng với các thiết lập cơ bản cho người dùng-Microsoft Word, Excel, PowerPoint, và OneNote, và hỗ trợ khả năng mã hoá thiết bị. Một số tính năng kinh doanh như Group Policy và hỗ trợ tên miền không được đi kèm.
Phần mềm dành cho Windows RT có thể tải xuống từ Windows Store hoặc sideload ứng dụng, mặc dù sideload trên Windows RT cần phải có thêm giấy phép từ Microsft Các phần mềm Desktop chạy trên phiên bản Windows trước không thể chạy trên Windows RT như các ứng dụng Windows Store dựa trên Windows Runtime API khác so với các ứng dụng truyền thống. Theo CNET, những sự thay đổi quan trọng này có thể gia tăng hoài nghi rằng liệu Windows RT có còn là một phiên bản Windows nữa không: Trong một cuộc trò chuyện với Mozilla, phó tổng tư vấn Microsoft đã nói Windows RT "không còn là Windows nữa." Tổng tư vấn Mozilla, tuy nhiên, đã bác bỏ những khẳng định trên cơ sở rằng Windows RT có giao diện người dùng, giao diện lập trình ứng dụng và cơ chế cập nhật tương tự.
Không giống như Windows Vista và Windows 7, sẽ không còn các phiên bản Starter, Home Basic, Home Premium, hay Ultimate.

### Hạn chế và biến thể khu vực
Tất cả các phiên bản được nêu có khả năng sử dụng gói ngôn ngữ, cho phép nhiều ngôn ngữ giao diện người dùng. (This functionality was previously only available in Windows 7 Ultimate or Enterprise.) Tuy nhiên, ở Trung Quốc và các thị trường mới nổi khác, một biến thể của Windows 8 mà không có khả năng này, gọi là Windows 8 Single Language được bán ra. Phiên bản này có thể nâng cấp lên Windows 8 Pro.
Các phiên bản tuỳ chọn của Windows 8 dành riêng cho thị trường châu Âu có thêm chữ cái "N" (VD: Windows 8.1 Enterprise N) vơí hậu tố cho tên của chúng và không bao gồm bản sao của Windows Media Player. Microsoft được yêu cầu tạo phiên bản "N" của Windows sau khi Ủy ban châu Âu đã loại trừ năm 2004 rằng họ cần cung cấp một bản sao của Windows không đi kèm Windows Media Player.
Windows 8.1 với Bing là SKU chi phí giảm của Windows 8.1 cho các OEM được giới thiệu vào tháng 5 năm 2014. Nó được giới thiệu như một phần trong nỗ lực khuyến khích sản xuất các thiết bị giá rẻ, trong khi "thúc đẩy việc sử dụng Dịch vụ của người dùng cuối chẳng hạn như Bing và OneDrive ". Nó được trợ cấp bởi công cụ tìm kiếm Bing của Microsoft, được đặt làm mặc định trong Internet Explorer và không thể được thay đổi thành một sự thay thế của bên thứ ba bởi OEM. Hạn chế này không áp dụng cho người dùng cuối, những người vẫn có thể tự do thay đổi công cụ tìm kiếm mặc định sau khi cài đặt. Nó là giống hệt với phiên bản cơ sở.

## Nâng cấp khả năng tương thích
Những con đường nâng cấp sau đây được hỗ trợ từ Windows 7. Lưu ý rằng chỉ có thể nâng cấp từ phiên bản Windows 7 IA-32 lên phiên bản Windows 8 IA-32; từ phiên bản Windows 7 x64 lên phiên bản Windows 8 x64. Có thể nâng cấp Windows XP SP3 hoặc Windows Vista lên Windows 8 Pro. Gói bán lẻ Windows 8 Pro Upgrade bị hạn chế nâng cấp một máy tính có Windows XP SP3, Windows Vista hoặc Windows 7 có giấy phép. Cuối cùng, không có con đường nâng cấp nào cho Windows RT, vì nó là phiên bản duy nhất hiện tại hỗ trợ cấu trúc ARM.
| Phiên bản Windows 7 cần được nâng cấp | Phiên bản Windows 8 cần nâng cấp lên | Phiên bản Windows 8 cần nâng cấp lên | Phiên bản Windows 8 cần nâng cấp lên |
| Phiên bản Windows 7 cần được nâng cấp | Core                                 | Pro                                  | Enterprise                           |
| ------------------------------------- | ------------------------------------ | ------------------------------------ | ------------------------------------ |
| Enterprise                            | Không                                | Không                                | Có                                   |
| Ultimate                              | Không                                | Có                                   | Không                                |
| Professional                          | Không                                | Có                                   | Có                                   |
| Home Premium                          | Có                                   | Có                                   | Không                                |
| Home Basic                            | Có                                   | Có                                   | Không                                |
| Starter                               | Có                                   | Có                                   | Không                                |

Nâng cấp không có sẵn cho Windows Vista và Windows XP. Tuy nhiên, trên Windows XP SP3 và Windows Vista RTM, có thể thực hiện cài đặt sạch trong khi bảo quản các tệp cá nhân. Trên Windows Vista SP1, có thể thực hiện cài đặt sạch nhưng cũng lưu cài đặt hệ thống. Mặc dù Microsoft vẫn gọi các tình huống là "nâng cấp", người dùng vẫn cần cài đặt lại tất cả các ứng dụng, thực hiện các bước kích hoạt giấy phép cần thiết và khôi phục cài đặt ứng dụng.

## So sánh
| Các tính năng                               | Windows RT                     | Windows 8 (Core)                 | Windows 8 Pro                    | Windows 8 Enterprise             |
| ------------------------------------------- | ------------------------------ | -------------------------------- | -------------------------------- | -------------------------------- |
| Khả dụng                                    | Cài đặt sẵn trên thiết bị      | Hầu hết các kênh                 | Hầu hết các kênh                 | Khách hàng mua số lượng lớn      |
| Cấu trúc                                    | ARM (32-bit)                   | IA-32 (32-bit) hoặc x64 (64-bit) | IA-32 (32-bit) hoặc x64 (64-bit) | IA-32 (32-bit) hoặc x64 (64-bit) |
| Bộ nhớ vật lý tối đa (RAM)                  | 4 GB                           | 128 GB trên x64 4 GB trên IA-32  | 512 GB trên x64 4 GB trên IA-32  | 512 GB trên x64 4 GB trên IA-32  |
| Khởi động an toàn                           | Có                             | Có                               | Có                               | Có                               |
| Mật khẩu hình ảnh                           | Có                             | Có                               | Có                               | Có                               |
| Màn hình Start, Semantic Zoom, Live Tiles   | Có                             | Có                               | Có                               | Có                               |
| Bàn phím cảm ứng                            | Có                             | Có                               | Có                               | Có                               |
| Gói ngôn ngữ                                | Có                             | Có                               | Có                               | Có                               |
| Tập tin Explorer đã được cập nhật           | Có                             | Có                               | Có                               | Có                               |
| Các ứng dụng chuẩn                          | Có                             | Có                               | Có                               | Có                               |
| Tập tin History                             | Có                             | Có                               | Có                               | Có                               |
| Làm mới và đặt lại hệ điều hành             | Có                             | Có                               | Có                               | Có                               |
| Play To                                     | Có                             | Có                               | Có                               | Có                               |
| Connected Standby                           | Có                             | Có                               | Có                               | Có                               |
| Windows Update                              | Có                             | Có                               | Có                               | Có                               |
| Windows Defender                            | Có                             | Có                               | Có                               | Có                               |
| Hỗ trợ đa màn hình tốt hơn                  | Có                             | Có                               | Có                               | Có                               |
| Windows Task Manager mới                    | Có                             | Có                               | Có                               | Có                               |
| Mount tệp ISO image và VHD                  | Có                             | Có                               | Có                               | Có                               |
| Các tính năng băng thông rộng di động       | Có                             | Có                               | Có                               | Có                               |
| Tích hợp tài khoản Microsoft                | Có                             | Có                               | Có                               | Có                               |
| Internet Explorer 10                        | Có                             | Có                               | Có                               | Có                               |
| SmartScreen                                 | Có                             | Có                               | Có                               | Có                               |
| Windows Store                               | Có                             | Có                               | Có                               | Có                               |
| Xbox Live (bao gồm Xbox Live Arcade)        | Có                             | Có                               | Có                               | Có                               |
| Exchange ActiveSync                         | Có                             | Có                               | Có                               | Có                               |
| Snap                                        | Có                             | Có                               | Có                               | Có                               |
| Kết nối VPN                                 | Có                             | Có                               | Có                               | Có                               |
| Desktop                                     | Có                             | Có                               | Có                               | Có                               |
| Hỗ trợ và chuyển đổi các gói ngôn ngữ       | Có                             | Có                               | Có                               | Có                               |
| Mã hoá thiết bị                             | Có                             | Với Windows 8.1                  | Với Windows 8.1                  | Với Windows 8.1                  |
| Hỗ trợ phần mềm bên thứ ba                  | Chỉ các ứng dụng Windows Store | Windows Store và desktop         | Windows Store và desktop         | Windows Store và desktop         |
| Remote Desktop                              | Chỉ cho máy khách              | Chỉ cho máy khách                | Máy khách và máy chủ             | Máy khách và máy chủ             |
| Không gian lưu trữ                          | Không                          | Có                               | Có                               | Có                               |
| Windows Media Player                        | Không                          | Có                               | Có                               | Có                               |
| BitLocker và EFS                            | Không                          | Không                            | Có                               | Có                               |
| Sideload ứng dụng Windows Store             | Một phần                       | Không                            | Một phần                         | Một phần                         |
| Khởi động từ VHD                            | Không                          | Không                            | Có                               | Có                               |
| Tham gia tên miền Windows                   | Không                          | Không                            | Có                               | Có                               |
| Group Policy                                | Không                          | Không                            | Có                               | Có                               |
| Hyper-V                                     | Không                          | Không                            | Chỉ cho 64-bit SKU               | Chỉ cho 64-bit SKU               |
| AppLocker                                   | Không                          | Không                            | Không                            | Có                               |
| Windows To Go                               | Không                          | Không                            | Không                            | Có                               |
| DirectAccess                                | Không                          | Không                            | Không                            | Có                               |
| BranchCache                                 | Không                          | Không                            | Không                            | Có                               |
| Ảo hoá bằng RemoteFX                        | Không                          | Không                            | Không                            | Có                               |
| Các dịch vụ Network File System             | Không                          | Không                            | Không                            | Có                               |
| Hệ thống phụ cho các ứng dụng dựa trên Unix | Không                          | Không                            | Không                            | Bị phản đối                      |
| Windows Media Center                        | Không                          | Thông qua một add-in             | Thông qua một add-in             | Không                            |
| Microsoft Office đi kèm                     | Có                             | Không                            | Không                            | Không                            |
| Các tính năng                               | Windows RT                     | Windows 8                        | Windows 8 Pro                    | Windows 8 Enterprise             |